# Elmia Nordic Rail
Elmia Nordic Rail er nordens største jernbanekonference med over 5.000 deltagere fra hele verden. Det afholdes i messecentret Elmia der ligger i Jönköping. I forbindelse med sagen om DSB og Waterfront, var Waterfront (i form som Copenhagen Climate Network) hyret til at fremme DSB's interesser i forbindelse med konferencen i oktober 2009.

## Fodnoter
1. ↑  Klimanetværk arbejdede hemmeligt for DSB Arkiveret 10. juni 2013 hos  Wayback Machine dr.dk (28.01.2013)

| Jernbane | Spire Denne jernbaneartikel er en spire som bør udbygges. Du er velkommen til at hjælpe Wikipedia ved at udvide den. |